# Csitár
Csitár là một thị trấn thuộc hạt Nógrád, Hungary. Thị trấn này có diện tích 16,85 km², dân số năm 2010 là 394 người, mật độ 23 người/km².